# Saint-Simeux
Saint-Simeux là một xã ở tỉnh Charente phía tây nước Pháp. Xã này có diện tích 50 km², dân số năm 1999 là 452 người. Khu vực này có độ cao 50 mét trên mực nước biển.